# Scyllaea pelagica
Scyllaea pelagica Linnaeus, 1758 è un mollusco nudibranchio della famiglia Scyllaeidae.
La specie è nota anche come nudibranco dei sargassi in quanto vive nelle alghe galleggianti degli oceani tropicali.

## Biologia
Si nutre di idrozoi.

## Distribuzione e habitat
Scyllaea pelagica è distribuita nella fascia pantropicale degli oceani dove vive nei grandi ammassi di alghe galleggianti. È particolarmente comune in tutta l'area dei Caraibi e nel Golfo del Messico dove spesso viene sbattuta sulle coste assieme alle alghe dopo le grandi tempeste tropicali.